# Harrviksjön
Harrviksjön är en sjö i Storumans kommun i Lappland och ingår i Ångermanälvens huvudavrinningsområde. Sjön har en area på 1,11 kvadratkilometer och ligger 507,1 meter över havet. Sjön avvattnas av vattendraget Daikanbäcken.

## Delavrinningsområde
Harrviksjön ingår i det delavrinningsområde (724388-152159) som SMHI kallar för Utloppet av Harrviksjön. Medelhöjden är 551 meter över havet och ytan är 15,92 kvadratkilometer. Det finns inga avrinningsområden uppströms utan avrinningsområdet är högsta punkten. Daikanbäcken som avvattnar avrinningsområdet har biflödesordning 3, vilket innebär att vattnet flödar genom totalt 3 vattendrag innan det når havet efter 395 kilometer. Avrinningsområdet består mestadels av skog (76 procent). Avrinningsområdet har 1,32 kvadratkilometer vattenytor vilket ger det en sjöprocent på 8,3 procent.